# Microsoft Publisher
Майкрософт Пъблишър (на английски: Microsoft Office Publisher) е програма, разработена от Microsoft. Това е приложение, което се различава от Microsoft Office Word, тъй като се фокусира върху проектирането и оформлението на интернет страници, а не на текстов дизайн. Microsoft Publisher – е приложение, включено в пакета Microsoft Office. Името на програмата идва от думата „издател“, т.е. програма, предназначена да издава различни публикации.

## Особености
Microsoft Publisher съдържа нови и усъвършенствани инструменти, които помагат ефективно да създавате, персонализирате и повторно да използвате различни маркетингови материали, съобразени с конкретните ви нужди. Насочена е към малкия бизнес с цел по лесна работа, на по достъпна цена.
- Започва се с библиотека от стотици адаптивни шаблони за дизайн и празни публикации, включително бюлетини, брошури, листовки, пощенски картички, уеб сайтове, дизайни на електронна поща и други.
- Създаване на елементи за реклама и управление на различен вид бизнес, както и за и лични нужди, които съдържат име на фирмата, информация за контакт и емблема и други.
- Преди да се избере шаблон, може да използвате функцията за динамичен преглед на шаблони на Office Publisher с използване на елементи за маркиране, включително цветове, шрифтове, лого и бизнес информация.
- Нова функция за търсене ви позволява бързо да намерите и видите висококачествени шаблони на Office Publisher в каталога на издателите от Microsoft Office Online.
- За да се ускори търсенето на шаблони, може да се използват ефективни средства за категоризиране, разглеждане, отваряне и запаметяване в папка „Моите шаблони“.
- Благодарение на съхраняването на често използван текст, дизайнерски елементи и графични обекти в хранилище за данни, за по-нататъшна употреба в други публикации, се спестява значително време и усилия.
- Възможност за повторно използване на създадено съдържание от предишни публикации и лесно разпространение разпространение на повтарящо се съдържание. Например може лесно да се поставя съдържание от бюлетин в шаблон за електронна поща или уеб шаблон за онлайн разпространение.
- Може да се избере един от над 75 професионално създадени цветови схеми или да се създаде собствена цветова схема.
- Панелът за задачи на издатели предоставя помощ при стандартните процедури на Office Publisher, като например вмъкване на изображение, сливане и обединяване на пощата или повторно използване на дадено съдържание.
- Разширена възможност за обединяване на директории, позволява да се създават често актуализирани материали, като спецификации, каталози и ценови листи, комбиниран текст и изображения от база данни.
- Публикуването и персонализирането на страници е налице, чрез колекция от интуитивни типографски ефекти и графични инструменти.
- Разширеният шаблон за оформление, позволява да се идентифицират и коригират често срещаните грешки в оформлението още в началото на материалите, предназначени за печат, публикуване в мрежата или разпространение по електронна поща предварително.
- Елементарна визуализация на елементите на марката – цвят, шрифт, лого и бизнес информация – и приложението им към цялото съдържание на Office Publisher позволява да се започне бързо работа и бързо да се усвоява работата с програмата.
- Office Publisher, съдържа нови инструменти за обединяване на електронната пощата, както и подобрени възможности за обединяване на пощата и директории, които улесняват създаването и разпространението на маркетингови материали, персонализирани за индивидуални получатели за разпечатване или за изпращане на материали по електронна поща.

## История
| Име                             | Номер на версия | Дата на пускане | Включени издания от Microsoft Office                                                  |
| ------------------------------- | --------------- | --------------- | ------------------------------------------------------------------------------------- |
| Microsoft Publisher             | 1.0             | 1991            | N/A                                                                                   |
| Microsoft Publisher             | 2.0             | 1993            | N/A                                                                                   |
| Publisher for Windows 95        | 3.0             | Sep 15, 1995    | N/A                                                                                   |
| Microsoft Publisher 97          | 8.0[a]          | Dec 8, 1996     | Small Business Edition                                                                |
| Microsoft Publisher 98          | 8.5             | Jun 21, 1998    | Small Business Edition 2.0                                                            |
| Microsoft Publisher 2000        | 9.0             | Sep 7, 1999     | Small Business Edition, Professional, Premium, Developer                              |
| Microsoft Publisher 2002        | 10.0            | 31 май 2001     | Professional OEM, Professional Special Edition                                        |
| Microsoft Office Publisher 2003 | 11.0            | Nov 24, 2003    | Small Business, Professional, Professional Plus, Enterprise                           |
| Microsoft Office Publisher 2007 | 12.0            | Jan 27, 2007    | Small Business, Professional, Ultimate, Professional Plus, Enterprise                 |
| Microsoft Publisher 2010        | 14.0[b]         | Jun 15, 2010    | Standard, Professional, Professional Plus                                             |
| Microsoft Publisher 2013        | 15.0            | Jan 29, 2013    | Professional, Professional Plus, Standard (volume licensing), all Office 365 editions |
| Microsoft Publisher 2016        | 16.0            | Sep 22, 2015    | Professional, Professional Plus, Standard (volume licensing), all Office 365 editions |